# 瓦尔德阿尔格斯海姆
瓦尔德阿尔格斯海姆是德国莱茵兰-普法尔茨州的一个市镇。总面积16.01平方公里，总人口4055人，其中男性1972人，女性2083人（2011年12月31日），人口密度253人/平方公里。